# Rose Hill (Illinois)
Rose Hill é uma vila localizada no estado americano de Illinois, no Condado de Jasper.

## Demografia
Segundo o censo americano de 2000, a sua população era de 79 habitantes.
Em 2006, foi estimada uma população de 77, um decréscimo de 2 (-2.5%).

## Geografia
De acordo com o United States Census Bureau tem uma área de
1,6 km², dos quais 1,6 km² cobertos por terra e 0,0 km² cobertos por água. Rose Hill localiza-se a aproximadamente 116 m acima do nível do mar.

## Localidades na vizinhança
O diagrama seguinte representa as localidades num raio de 16 km ao redor de Rose Hill.